# Krešimir Čač
Krešimir Čač (ur. 12 stycznia 1976 w Zagrzebiu) – chorwacki pływak specjalizujący się w stylu zmiennym, Medalista mistrzostw Europy na basenie 25-metrowym, medalista igrzysk śródziemnomorskich, trzykrotny olimpijczyk (Atlanta, Sydney, Ateny).

## Przebieg kariery
W 1994 wystąpił w mistrzostwach świata, na których wystąpił aż w pięciu konkurencjach. Zajął on 33. pozycję w konkurencji 100 m st. klasycznym, 24. pozycję na dystansie 200 m st. klasycznym, 20. pozycję w konkurencji 200 m st. zmiennym, 21. pozycję w konkurencji 400 m st. zmiennym; jak również wziął udział w konkurencji sztafety 4 × 100 m st. zmiennym, gdzie reprezentacja z jego udziałem uplasowała się na 12. pozycji. Rok później został uczestnikiem rozgrywanych w Rio de Janeiro mistrzostw świata na basenie 25-metrowym. W ramach zmagań w tym brazylijskim mieście wystartował w czterech konkurencjach (miał też startować w zawodach w konkurencji 400 m st. zmiennym, ale nie wziął udziału) – w konkurencji 100 m st. klasycznym uplasował się na 24. pozycji, w konkurencji 200 m st. zmiennym zajął 13. pozycję, natomiast w konkurencji 4 × 100 m st. dowolnym oraz w konkurencji 4 × 200 m tym samym stylem pływackim chorwacka ekipa z jego udziałem zajęła 6. pozycję. W 1996 roku został brązowym medalistą mistrzostw Europy na krótkim basenie, w konkurencji 200 m st. zmiennym.
W olimpijskim debiucie, który miał miejsce w Atlancie, wystąpił w trzech konkurencjach. W konkurencji 200 m st. zmiennym zajął 25. pozycję z czasem 2:06,97 i odpadł w eliminacjach, w konkurencji 400 m tym samym stylem uplasował się na 23. pozycji z czasem 4:34,02 i również odpadł w fazie eliminacji. W rywalizacji sztafet 4 × 100 m st. zmiennym zaś pływacy chorwaccy z jego udziałem zajęli 16. pozycję z czasem 3:50,09.
W 1997 awansował do finału mistrzostw Europy w konkurencji 400 m st. zmiennym, ukończył on zmagania na 8. pozycji. Na igrzyskach śródziemnomorskich w Bari zdobył srebrny medal w konkurencji 400 m st. zmiennym oraz brązowy medal w konkurencji 200 m tym samym stylem pływackim. W 1998 wystąpił w dwóch konkurencjach rozegranych na mistrzostwach świata, w zawodach w konkurencji 200 m st. zmiennym zajął 21. pozycję, natomiast na dwukrotnie większym dystansie (400 m) i tą samą techniką uplasował się na 13. pozycji.
W 2000 na igrzyskach olimpijskich wystąpił w konkurencji 200 m st. zmiennym, gdzie zajął 36. pozycję z rezultatem czasowym 2:07,04. Cztery lata później w tej samej konkurencji, już podczas igrzysk w Atenach zajął 34. pozycję z czasem 2:05,33. W ostatnich latach kariery sportowej brał udział głównie w mistrzostwach Europy w pływaniu na basenie 25-metrowym, gdzie jego najlepszym rezultatem była 19. pozycja w konkurencji 200 m st. zmiennym (na mistrzostwach w 2005 i 2006 roku).

## Rekordy życiowe
| Konkurencja               | Data                 | Miejsce       | Rezultat   |
| Basen 50 m                | Basen 50 m           | Basen 50 m    | Basen 50 m |
| ------------------------- | -------------------- | ------------- | ---------- |
| 200 m stylem dowolnym     | 4 sierpnia 2005      | Split         | 1:57,99    |
| 100 m stylem grzbietowym  | 8 maja 1999          | Lublana       | 1:05,71    |
| 200 m stylem grzbietowym  | 9 września 1994      | Rzym          | 2:19,63    |
| 50 m stylem klasycznym    | 9 czerwca 2007       | Kranj         | 30,78      |
| 100 m stylem klasycznym   | 5 września 1994      | Rzym          | 1:05,78    |
| 200 m stylem klasycznym   | 9 września 1994      | Rzym          | 2:19,63    |
| 50 m stylem motylkowym    | 13 lipca 2006        | Rijeka        | 25,66      |
| 100 m stylem motylkowym   | 2 sierpnia 2002      | Berlin        | 56,07      |
| 200 m stylem zmiennym     | 30 lipca 2002        | Berlin        | 2:03,70    |
| 400 m stylem zmiennym     | 13 sierpnia 1997     | Sewilla       | 4:24,35    |
| 4 × 100 m stylem zmiennym | 27 lipca 2003        | Barcelona     | 3:43,73    |
| Basen 25 m                |                      |               |            |
| 200 m stylem dowolnym     | 14 grudnia 2003      | Dublin        | 1:50,00    |
| 100 m stylem grzbietowym  | 22 grudnia 2007      | Split         | 58,57      |
| 200 m stylem grzbietowym  | 23 grudnia 2007      | Split         | 2:05,78    |
| 50 m stylem klasycznym    | 25 lutego 2005       | Zagrzeb       | 29,41      |
| 100 m stylem klasycznym   | 29 listopada 2002    | Wiedeń        | 1:02,60    |
| 200 m stylem klasycznym   | 19 marca 1994        | Gelsenkirchen | 2:15,95    |
| 50 m stylem motylkowym    | 8 grudnia 2005       | Triest        | 26,14      |
| 100 m stylem motylkowym   | 10 lutego 2007       | Rijeka        | 56,31      |
| 100 m stylem zmiennym     | 11 grudnia 2004      | Wiedeń        | 56,26      |
| 200 m stylem zmiennym     | 11 grudnia 2003      | Dublin        | 1:57,74    |
| 400 m stylem zmiennym     | 30 października 1999 | Busto Arsizio | 4:20,39    |

Źródło: 